# Подхоз (Хромтауский район)
Подхоз (каз. Подхоз) — упразднённое село в Хромтауском районе Актюбинской области Казахстана. Входило в состав Аккудыкского сельского округа. Упразднено в 2000-е годы.

## География
Располагалось на правом берегу реки Орь, в 10 км к востоку-юго-востоку от села Аккудык.

## Население
По данным всесоюзной переписи 1989 года в селе проживало 206 человек, основное население — казахи. В 1999 году население села составляло 38 человек (23 мужчины и 15 женщин).